# Darryl Lachman
Darryl Lachman (Amsterdã, 11 de novembro de 1989) é um futebolista profissional curaçauense que atua como defensor.

## Carreira
Darryl Lachman integrou a Seleção Curaçauense de Futebol na Copa Ouro da CONCACAF de 2017.